# 特定車両停留施設
特定車両停留施設（とくていしゃりょうていりゅうしせつ）とは、旅客の乗降又は貨物の積卸しによる道路における交通の混雑を緩和することを目的として、バスやタクシーや陸運業のトラックを同時に二両以上停留させる施設で道路管理者が設けるものをいう。道路の付属物として設けられるバスターミナルやタクシー乗り場、トラックターミナルである。

## 概要
令和2年度改正の道路法第二条で「旅客の乗降又は貨物の積卸しによる道路における交通の混雑を緩和することを目的として、専ら道路運送法（昭和二十六年法律第百八十三号）による一般乗合旅客自動車運送事業若しくは一般乗用旅客自動車運送事業又は貨物自動車運送事業法（平成元年法律第八十三号）による一般貨物自動車運送事業の用に供する自動車その他の国土交通省令で定める車両（以下「特定車両」という。）を同時に二両以上停留させる施設で道路に接して第十八条第一項に規定する道路管理者が設けるものをいう。以下同じ」と定義される。バスターミナルや、トラックターミナルに対する法令としては自動車ターミナル法があるが、違いは特定車両停留施設は道路法第二条に云う道路の付属物つまり、道路法上の道路の一部と位置づけられることである。
新宿駅のバス乗り場やタクシー乗り場が分散して渋滞を引き起こしているなどのことから、新宿駅の都市再開発と連携して直轄国道国道20号の改良工事としてバスタ新宿が作られた。バスタ新宿のバスターミナルは自動車ターミナル法上のバスターミナルではなく、道路の付属物である駐車場として建設されたが、駐車場であるため一般の車両を排除する根拠が十分でなかった。バスタ新宿をモデルにバスタプロジェクトとして全国展開するにあたり法整備されたのがこの制度である。
道路管理者は、提供前に車両の種類を指定し、公示する(道路法48条の30)。技術的特性は政令によって決める(道路法48条の31)が、これはバスに関しては「自動車ターミナルの位置、構造及び設備の基準を定める政令（昭和 34 年政令第 220 号）」、タクシーに関しては道路構造令と整合を取る形で決定された。
特定車両停留施設に車両を停留させようとする者は道路管理者に許可を受ける必要がある。
また、特定車両停留施設の入口その他必要な場所に利用の制限を示した標識をつけなければならない。(道路法48条の34)

標識
許可車両専用(バス)
許可車両専用(タクシー)
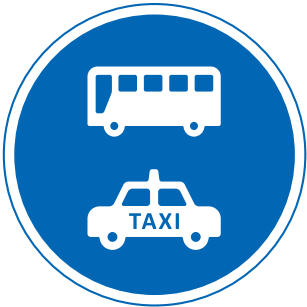
許可車両専用(組合せ)
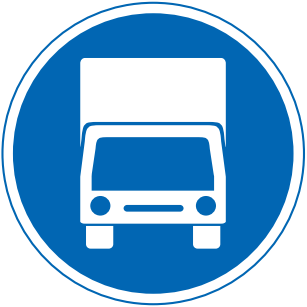
許可車両専用(トラック)

乗り入れを行う業者から料金を徴収することができる。その料金は、乗り入れを行う業者によって変えず、営業が成り立ち、周辺のバスターミナル等の料金と大きな違いが無いようにする必要がある。(道路法第48条の35)
道路法第4章12節(第48条の40～第48条の44)に云う自動車駐車場等運営事業として、特定車両停留施設にはコンセッションを導入することを可能とした。コンセッションを受けた業者は道路占用許可が柔軟になる。